# Santo Antão-sziget
Santo Antão (portugálul: Ilha de Santo Antão) egy sziget a Zöld-foki Köztársaságban. Nevének jelentése: Szent Antal.

## Földrajz

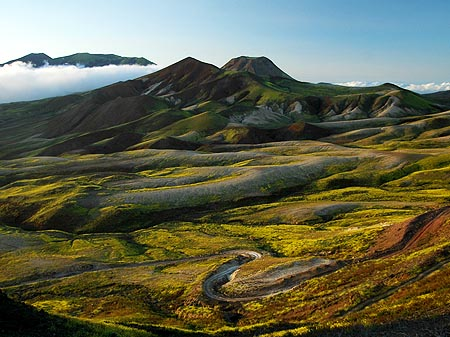
Tope de Coroa, Santo Antão

Santo Antão az északi Barlavento csoport és egyben Zöld-foki Köztársaság legnyugatibb tagja. Területe alapján az ország második legnagyobb szigete.
Hossza kb 40 km, szélessége 20 km. Legközelebbi szomszédja a tőle délkeleti irányban fekvő São Vicente-sziget, melytől egy 16 km széles csatorna választja el.
A szigetet teljes egészében vulkanikus anyag (bazalt) építi fel. Számos fiatal vulkán, kaldera található itt. A tenger hőmérséklete folyamatosan emelkedik Ponta do Solnál, mely a térség újabb aktivitását jelzi.
A belső területeket uraló átjárhatatlan hegyvidék egy északi, és egy déli partvidékre osztja a szigetet.
Legmagasabb pontja a sziget nyugati részén található Topo da Coroa 1979 m. Ezt követi a Gudo Cavaleiro 1811 m a sziget közepén. További jelentős hegy még a Pico da Cruz 1585 m.
A sziget déli részén száraz az éghajlat, míg az északi területek több csapadékot kapnak.
A völgyekben súlyos problémát jelent az erózió.

## Történelem

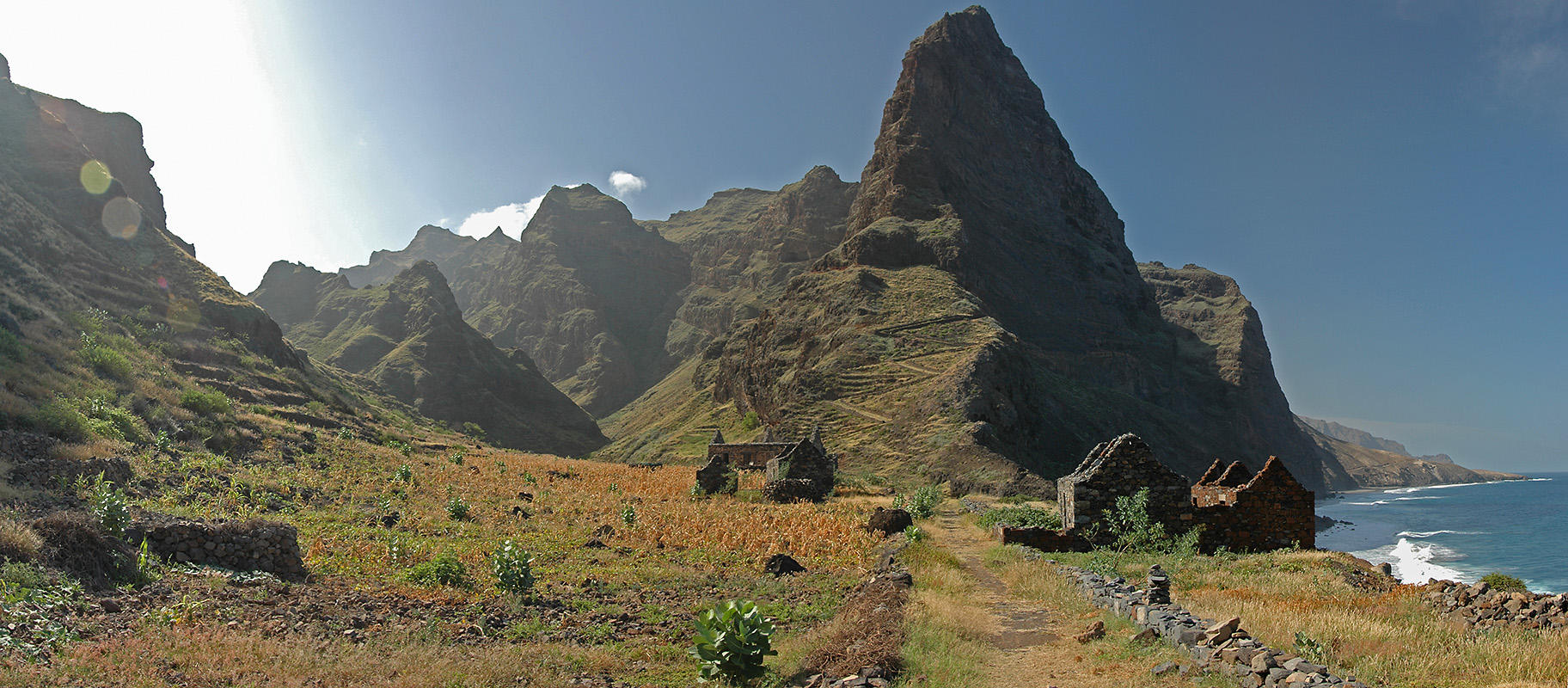
Costa norte

A lakatlan szigetet 1462-ben fedezte fel a portugál Diogo Afonso, jelenlegi nevét, 16. században kapta.
Gyarmatosítása 1548-ban kezdődött, az első állandó telepesek megérkezésével.

## Közigazgatás
A sziget három közigazgatási egységre (megye) oszlik:
- Paul CV-PA
- Porto Novo CV-PN
- Ribeira Grande CV-RG

Korábban Santo Antão egyetlen megyét alkotott (Régi kódja: CV-SA), a mai állapot 1990-ben alakult ki.
A három megye teljes lakossága 47 124 fő. (60 fő/km²)

## Gazdaság

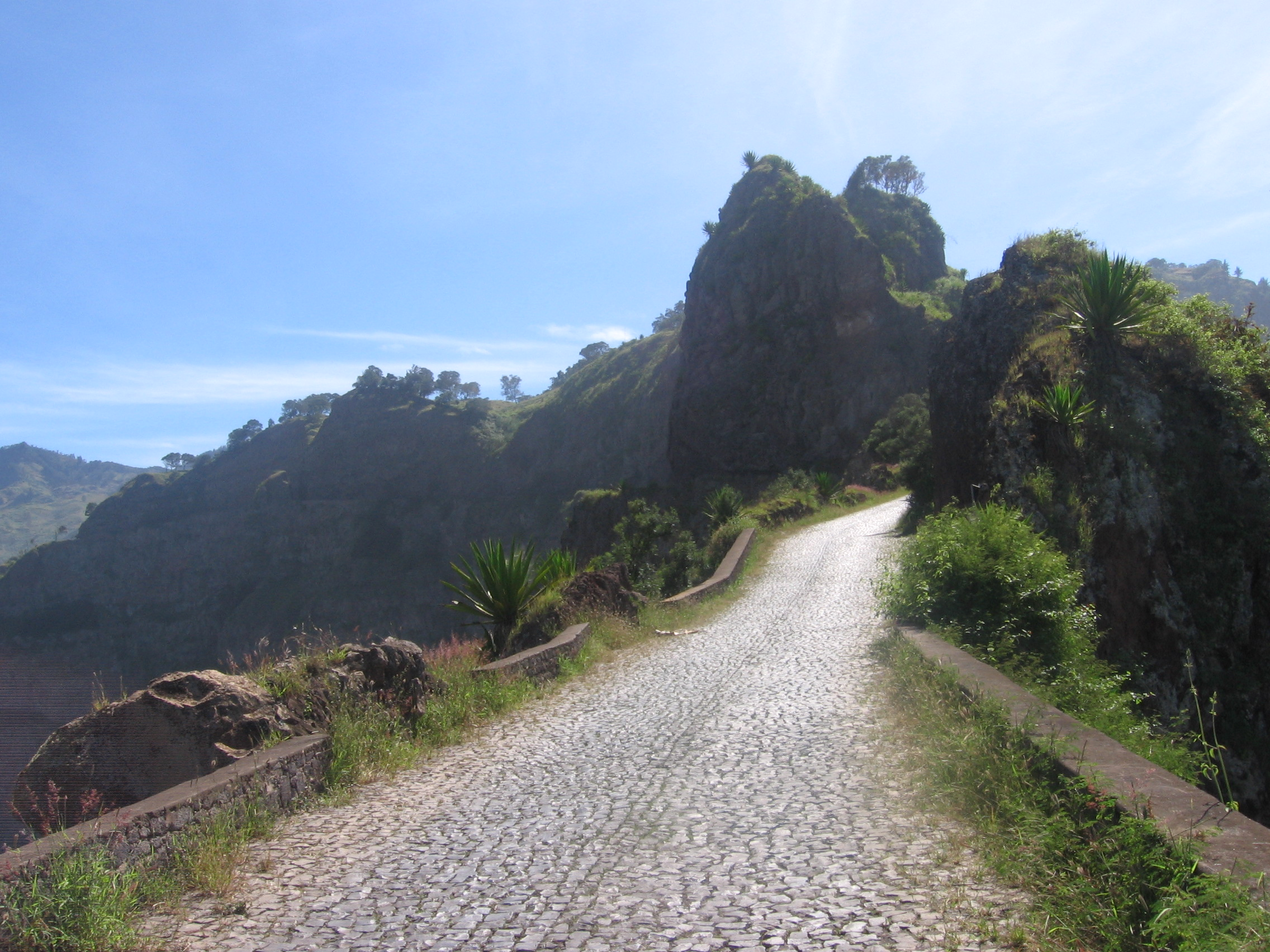
Estrada da Corda

Halászat és a mezőgazdaság a fő ágazatok a szigeten.
Az északi part központja Ponta do Sol, míg a déli parton Porto Novo.

### Mezőgazdaság
A mezőgazdaság terményei a cukornád, a jamgyökér, a manióka, a banán, a mangó, és a kukorica. Jelentős ágazat a halászat. A sziget jelenleg legfontosabb terméke egy grog néven ismert rum fajta, mely igen népszerű az egész országban.

### Idegenforgalom
A szigeten az idegenforgalom szerepe folyamatosan növekszik.

### Közlekedés
A legfontosabb kikötő a déli partvidéken található Porto Novo, rendszeres napi járatok indulnak a szomszédos São Vicente-re, mely innen csak egy óra távolságra található.
A Ponta do Sol-ban található repülőtér jelenleg nem üzemel.